# 武川村 (山梨県)
武川村（むかわむら）は、かつて山梨県北巨摩郡にあった村。
2004年11月1日、北巨摩郡内の6町村と新設合併し、北杜市となった。現在は北杜市武川町となっている。

## 歴史
古代の律令制下では真衣郷に比定され、平安時代には甲斐国三御牧のひとつに数えられた牧である真衣野牧が設置されており、朝廷へ貢馬を行った。三吹に所在する宮間田遺跡は真衣野牧に関連する集落遺跡であると考えられており、「牧」字の墨書土器が出土している。また、『吾妻鏡』の建久5年（1194年）条には鎌倉へ貢馬している「武川御牧」が見られる。
鎌倉時代末期には甲斐源氏の一条時信の子孫が進出したと伝わり、後に甲信の国境警備を担った武川衆と呼ばれる地域武士団が盤踞した。武川衆は室町時代の永享5年（1433年）には武田信長と守護代の跡部氏との戦いにも加わり、戦国時代には武田晴信（信玄）の弟である親族衆・武田信繁を寄親とした。武田氏の滅亡後には徳川氏に属し、相模国の後北条氏と武田遺領を巡った天正壬午の乱でも徳川氏を助ける。
1959年（昭和34年）8月12日、台風第7号の接近に伴う豪雨により大武川が氾濫。3地区で家屋が流失した。

### 沿革
- 1933年（昭和8年）4月1日 - 新富村・武里村が合併して発足。
- 1955年（昭和30年）7月1日 - 駒城村の一部（柳沢）を編入。駒城村の残部は白州町の一部となる。
- 2004年（平成16年）11月1日 - 須玉町・長坂町・白州町・高根町・大泉村・明野村と合併し北杜市が発足。同日武川村廃止。

## 観光
- 神代桜
- 北精進ケ滝
- 真原の桜並木

## 特産品
- 武川米